# ديفيد هاس
ديفيد هاس هو لاعب هوكي الجليد كندي، ولد في 23 يونيو 1968 في تورونتو في كندا.

## وصلات خارجية
- دايفيد هاس على موقع دوري الهوكي الوطني (الإنجليزية)
- دايفيد هاس على موقع قاعة مشاهير الهوكي (لاعب أن.إتش.أل) (الإنجليزية)
- دايفيد هاس على موقع EliteProspects.com (الإنجليزية)
- دايفيد هاس على موقع Eurohockey.com (الإنجليزية)
- دايفيد هاس على موقع HockeyDB.com (الإنجليزية)
- دايفيد هاس على موقع Hockey-Reference.com (الإنجليزية)